# Минно езеро
Минното езеро (на гръцки: Λίμνη Μεταλλείου, Лимни Металиу) е изкуствено езеро, разположено в Северна Гърция, на територията на дем Пеония.

## Местоположение
Езерото е разположено на река Коджадере, приток на Вардар, в севернните склонове на планината Паяк (Пайко), на 10 km северозападно от село Извор (Пиги).

## Характеристики
Езерото е дълго 2 km и дълбоко 35 m.